# Bisektionsmetoden

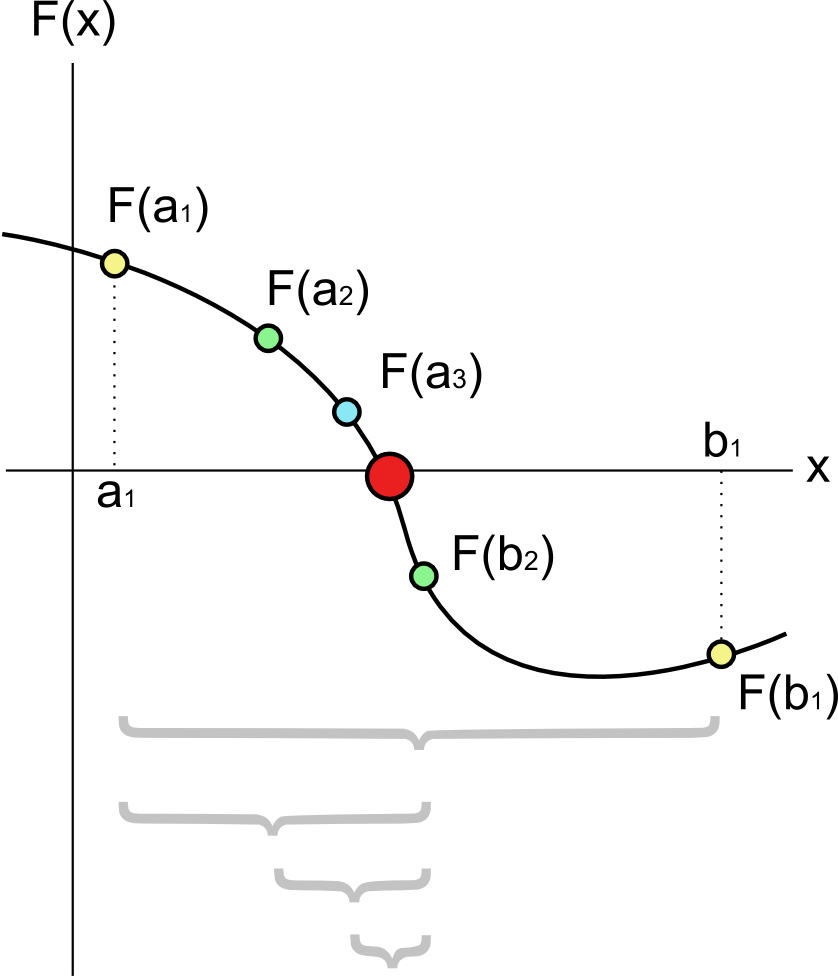
Illustration över bisektionsmetoden. Startintervallet är och påföljande intervall är.

Bisektionsmetoden är en metod inom numerisk analys för att försöka bestämma ett flyttal x så att {\displaystyle f(x)=0} då f är en kontinuerlig funktion.

## Metoden
I metoden betraktas ett kort intervall {\displaystyle [a,b]} där f byter tecken, då det är känt att f någonstans i intervallet är noll, enligt satsen om mellanliggande värden.
Man tar sedan en ny punkt i intervallet, vanligtvis {\displaystyle c={\tfrac {a+b}{2}}}, och såvida c själv inte är ett nollställe till funktionen så finns två möjligheter, {\displaystyle f(c)} har antingen samma tecken som {\displaystyle f(a)} eller {\displaystyle f(b)}. Man skapar nu ett nytt intervall genom att ersätta det tal av a och b vars funktionsvärde har samma tecken som {\displaystyle f(c)} med c, så man får intervallet {\displaystyle [a,c]} eller {\displaystyle [c,b]}. Proceduren upprepas sedan tills en godtagbar precision har uppnåtts.